# 인디 퓨얼
| 인디 퓨얼     |                           |
| 콘퍼런스      | 서부 콘퍼런스             |
| 디비전        | 센트럴 디비전             |
| 설립연도      | 2014년                    |
| 해체연도      |                           |
| 역사          | 인디 퓨얼 (2014년~현재)   |
| 경기장        | 인디애나 파머스 콜리시엄  |
| 연고지        | 인디애나주 인디애나폴리스 |
| 상징색        | 빨강, 금, 검정, 하양      |
| 구단주        | 인디애나 하키 클럽 LLC    |
| 단장          | -                         |
| 감독          | 스캇 힐먼                 |
| NHL 제휴      | 시카고 블랙호크스         |
| AHL 제휴      | 록퍼드 아이스호그스       |
| 정규시즌 우승 | -                         |
| 콘퍼런스 우승 | -                         |
| 디비전 우승   | -                         |
| 켈리 컵       | -                         |
| 영구 결번     | -                         |

인디 퓨얼(Indy Fuel)는 미국 인디애나주 인디애나폴리스를 연고지로 하는 ECHL의 서부 콘퍼런스 센트럴 디비전 소속 아이스 하키팀이다.

## 역대 홈경기장
| 경기장                   | 사용기간    | 수용인원 | 장소                      | 비고 |
| ------------------------ | ----------- | -------- | ------------------------- | ---- |
| 인디 퓨얼                |             |          |                           |      |
| 인디애나 파머스 콜리시엄 | 2014년~현재 | 6,300명  | 인디애나주 인디애나폴리스 | 빈칸 |